# Rue de Rivoli
Die Rue de Rivoli (deutsch Straße von Rivoli) ist eine Straße im 1. und im 4. Arrondissement von Paris und bildet eine der wichtigsten städtebaulichen Achsen der Stadt sowie im östlichen Teil eine ihrer wichtigsten Einkaufsstraßen.

## Bau und Geschichte

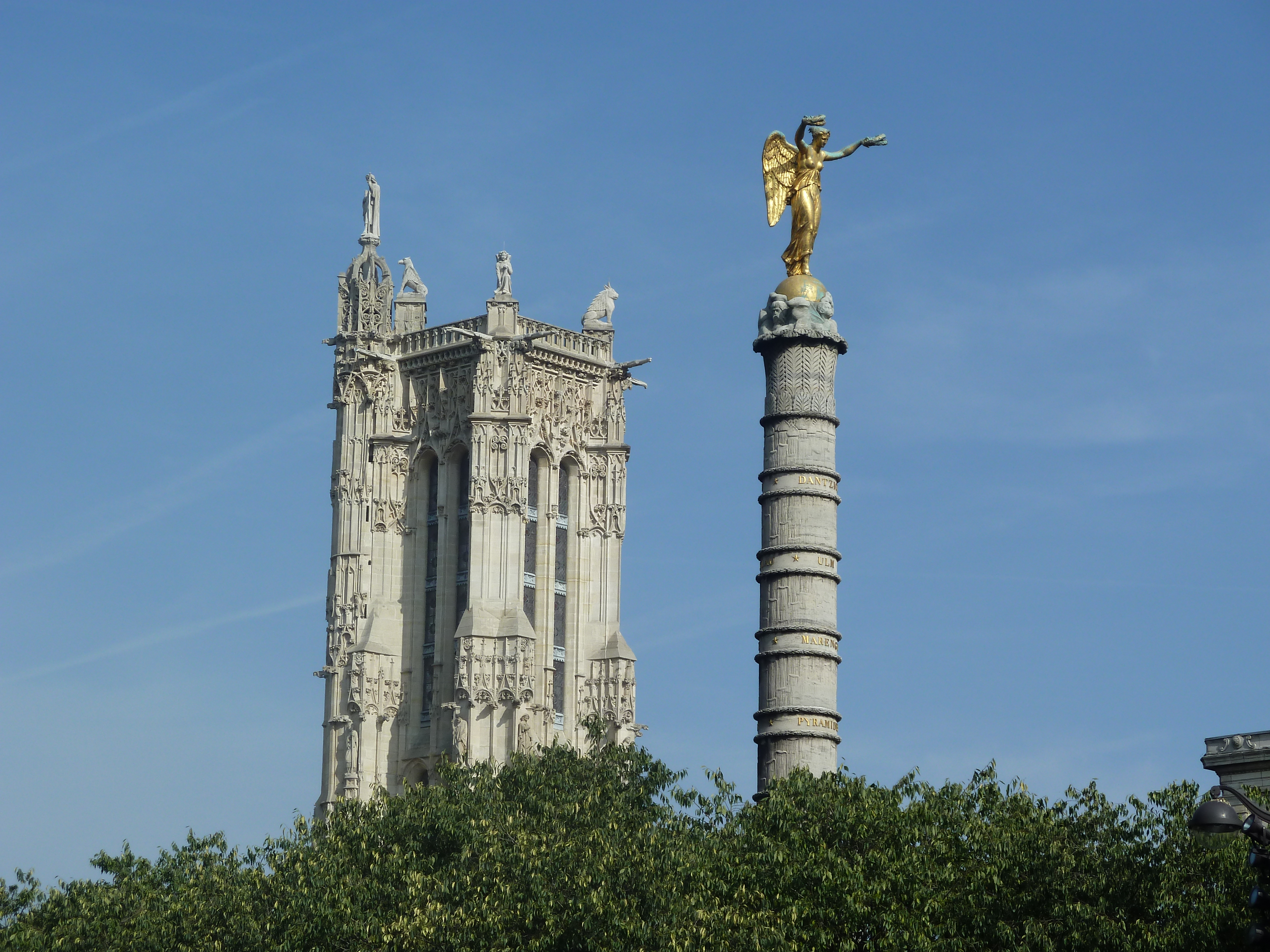
Turm Saint-Jacques und Fontaine du Palmier (von der Rue de Rivoli aus gesehen)

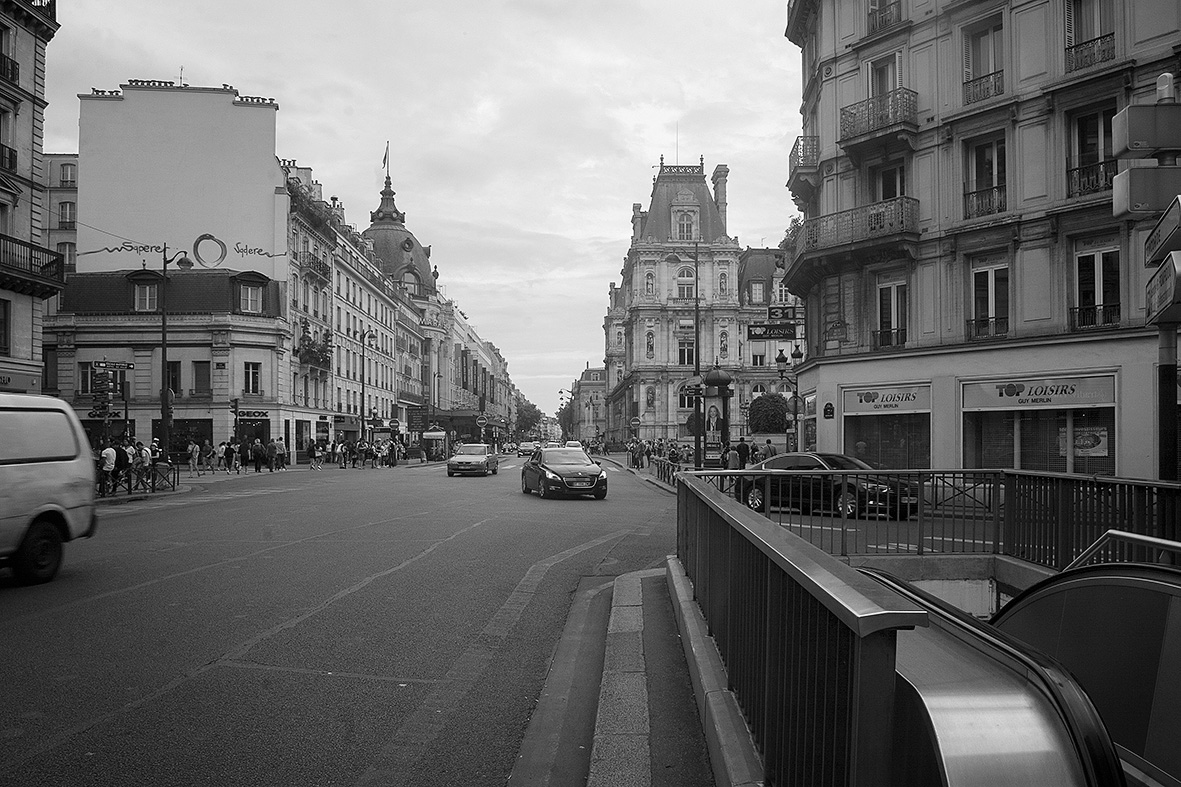
Östliches Drittel der Rue de Rivoli, südlich des Stadtteils Marais

Die Gebäude an der Straße wurden mit durchlaufenden Arkaden nach dem baukünstlerischen Vorbild der Place des Vosges auf ausdrückliche Anweisung Napoléon Bonapartes angelegt, welcher damals Erster Konsul der französischen Republik war und im Rahmen seiner bahnbrechenden innenpolitischen Reformen den zukunftsweisenden Plan fasste, durch großangelegte städtebauliche Projekte die Stadt Paris nicht nur grundlegend zu modernisieren, sondern auch umfassend zu verschönern.

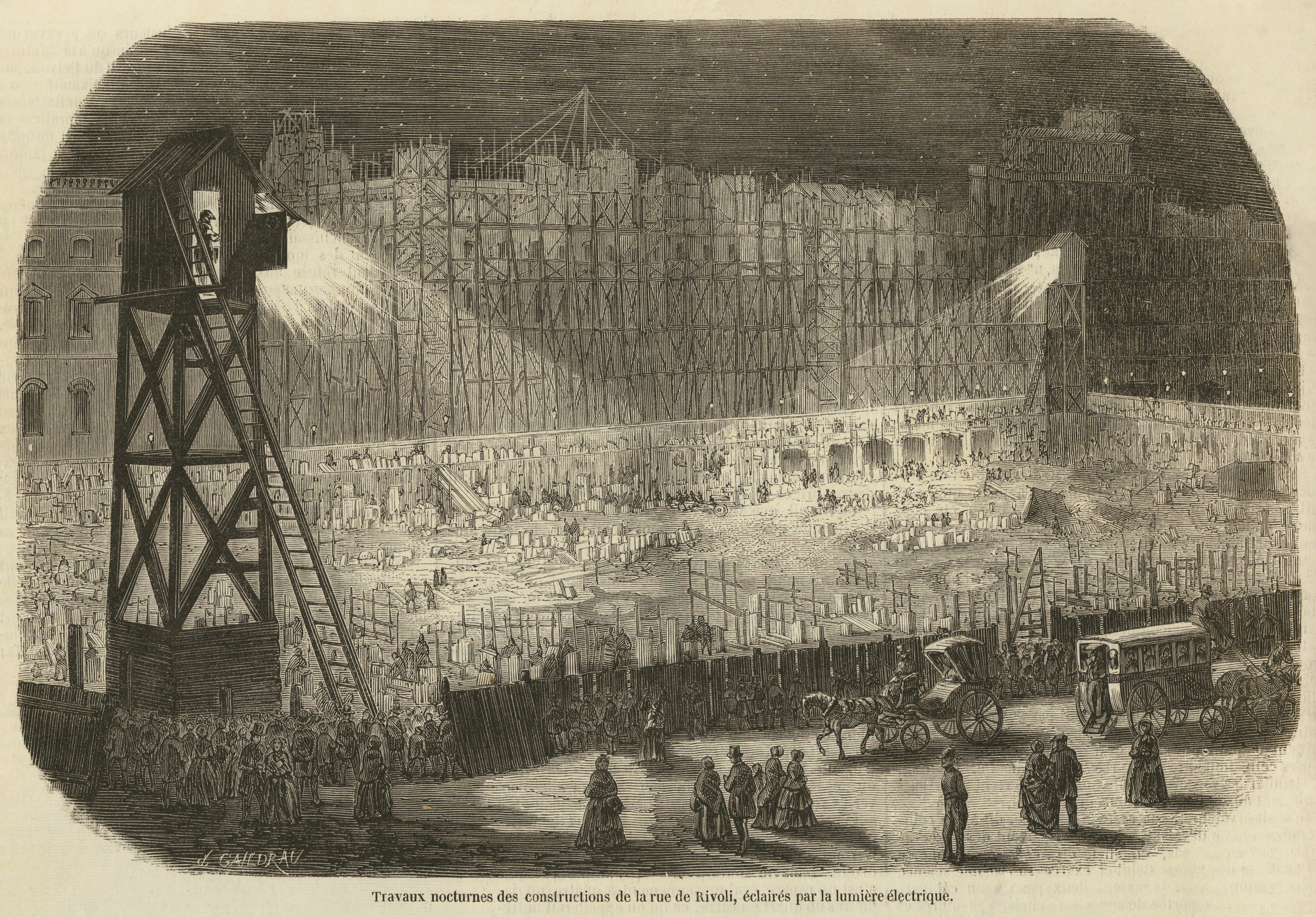
Rue de Rivoli – Nachtbauarbeiten im September 1854
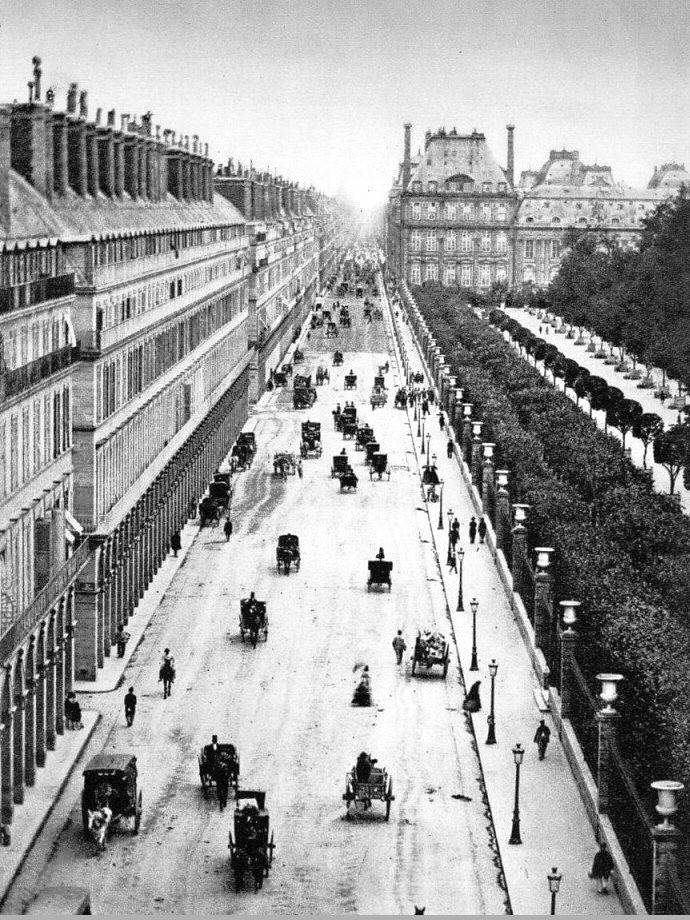
Rue de Rivoli – (Foto von Adolphe Braun, 1855)
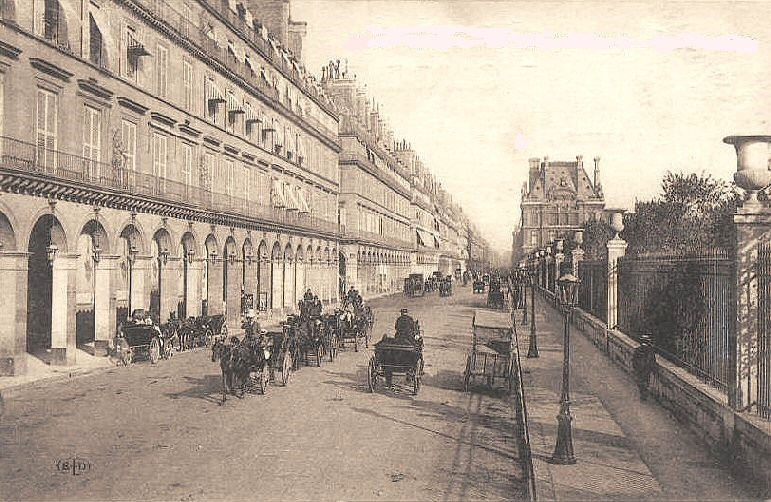
Rue de Rivoli – Aquarell (um 1900)

Der Beschluss zum Bau dieser Straße wurde am 9. Oktober 1801 gefasst, später wurde das Projekt Teil des Stadtentwicklungsplans von Baron Haussmann. Die Ausführung erfolgte aufgrund eines Dekretes vom 21. April 1802 nach den Entwürfen des Architekten Charles Percier. Zuerst wurde der Straßenabschnitt in der Nähe des Louvre und westlich davon zwischen 1806 und 1835 angelegt. Der östliche Straßenabschnitt entstammt der Zeit Karls X., Ludwig Philipps und Napoleons III. Erste Gebäude, bei denen die Arkadenbauweise beachtet wurde, entstanden ab 1811. Notwendige Enteignungen wurden durch ein Gesetz vom 4. Oktober 1849 sowie ein Dekret vom 23. Dezember 1852 genehmigt. Als Georges-Eugène Haussmann im Juni 1853 zum Präfekten von Paris ernannt wurde, übernahm er die Aufsicht über die im Bau befindliche Straße. Der erste Abschnitt entstand bis zum Pavillon de Marsan, danach bis zum Louvre. Dazu ließ Haussmann 67 und schließlich weitere 172 Häuser niederreißen. Die komplette Straße wurde im Mai 1855 mit dem ursprünglichen Namen rue Impériale dem Verkehr übergeben. Sie war die erste von Haussmann fertiggestellte Straße und diente als Muster für die noch zu errichtenden Boulevards. Ihren späteren Namen rue de Rivoli verdankt sie dem italienischen Ort Rivoli bei Verona, in dessen Nähe die von Napoleon geführte französische Revolutionsarmee am 14. und 15. Januar 1797 in der Schlacht bei Rivoli die Österreicher entscheidend besiegt hatte.
Das „Hôtel Meurice“ (Rue de Rivoli Nr. 228) war seit dem 9. August 1944 Quartier der Stadtkommandantur des deutschen Statthalters Dietrich von Choltitz, der am 25. August 1944 um 14.45 Uhr die Kapitulation unterzeichnete. Choltitz übergab den Franzosen eine nahezu unzerstörte Hauptstadt. Das Schicksal Stalingrads, Warschaus und Berlins blieb Paris erspart, obwohl es laut Führerbefehl zerstört werden musste. General von Choltitz sabotierte den Führerbefehl, Paris bis zum letzten Mann zu verteidigen und es dem Erdboden gleichzumachen, mit einem in seinem Berufsstand seltenen Aufwand von Raffinesse. Dabei ging er das hohe persönliche Risiko eines Ungehorsams ein.
Die Rue de Rivoli gilt als eine der bekanntesten Ladenstraßen der Stadt. In der Nähe des Louvre befinden sich zahlreiche Läden mit Souvenirs für Touristen. Die letzte Etappe der alljährlichen Tour de France führt über die Rue de Rivoli bis zum Ziel am nahegelegenen Triumphbogen.
Im Zuge der Modernisierung von Paris durch Bürgermeisterin Anne Hidalgo sind seit 2020 große Bereiche der Straße für den privaten Kraftverkehr gesperrt und Fahrrädern, Taxis und Bussen reserviert.

## Bauwerke

Jeanne d’Arc (1874)

Die Straße führt an einigen der bedeutenden Sehenswürdigkeiten der Stadt vorbei. Die nachfolgenden Beschreibungen wurden von Osten nach Westen geordnet.
- Das Hôtel de Ville, das Rathaus von Paris, entstammt dem späten 19. Jahrhundert.
- Der Turm Saint-Jacques entstammt dem Anfang des 16. Jahrhunderts. Er ist ein Überbleibsel der im Jahr 1797 abgerissenen Kirche Saint-Jacques-la-Boucherie.

- Das Kaufhaus La Samaritaine steht zwischen der Rue de Rivoli, der zum Pont Neuf führenden Rue de la Monnaie und dem Quai du Louvre. Es wurde in den Jahren 1928–1930 nach den Plänen von Frantz Jourdain in der Form einer steinverkleideten Stahlkonstruktion im Stil Art déco errichtet. Nach mehrjährigen Umbauarbeiten wurde es 2021 als Kaufhaus wiedereröffnet.[4]
- Die Kirche St-Germain-l’Auxerrois wurde vom 12. Jahrhundert bis zum 15. Jahrhundert gebaut. Sie wurde in den Jahren 1500–1530 und erneut um das Jahr 1754 sowie im 19. Jahrhundert umgebaut.

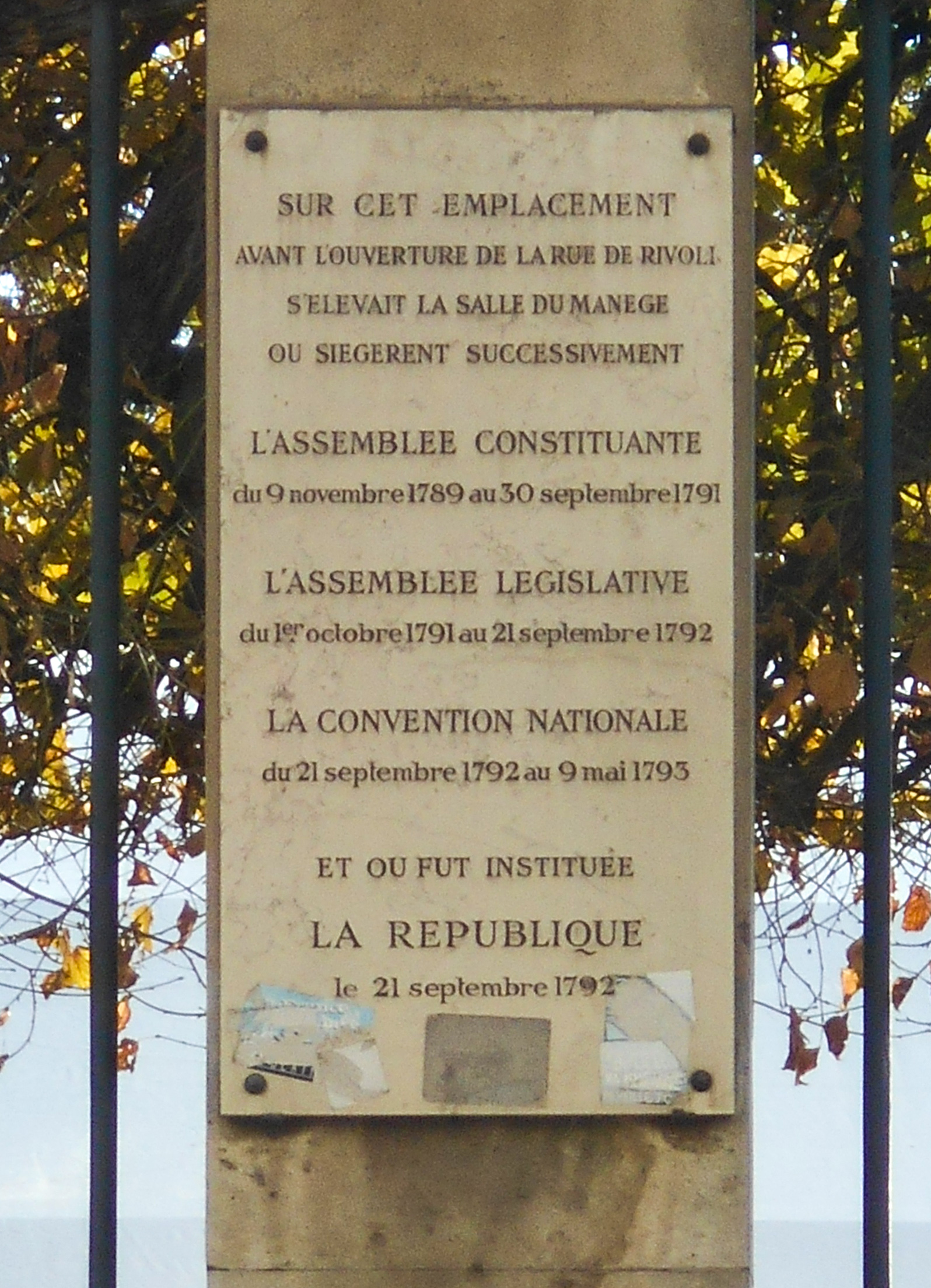
Gedenkplakette am Zaun des Jardin des Tuileries zur Erinnerung an die Salle du Manège im Palais des Tuileries, in der unter anderem die erste französische Verfassung ausgearbeitet wurde

- Der Louvre beherbergt eines der größten Museen der Welt. Direkt an der Rue de Rivoli steht der nördliche Richelieu-Flügel aus dem 17. Jahrhundert, der im 19. Jahrhundert von Louis Tullius Visconti und Hector Lefuel bis zu den Tuilerien erweitert wurde. Bis zu den 1980er Jahren war es Sitz des Finanzministeriums.
- Direkt gegenüber dem Richelieu-Flügel des Louvre wurde im Jahr 1852 die Place du Palais-Royal vergrößert. An diesem Platz befindet sich der Palais Royal. An der Ostseite des Platzes befindet sich der Louvre des Antiquaires, ein zu einer Ladenpassage umgebautes ehemaliges Kaufhaus. Er beherbergt etwa 250 Antiquitätengeschäfte auf drei Ebenen.
- Die Häuser gegenüber dem Louvre und dem Tuileriengarten wurden am Anfang des 19. Jahrhunderts von Charles Percier einheitlich gebaut. Sie beinhalten Arkaden im Erdgeschoss.
- Auf der Place des Pyramides an der Nordseite der Rue de Rivoli befindet sich eine vergoldete Reiterstatue der Nationalheiligen Jeanne d’Arc, die im Jahr 1874 von Emmanuel Frémiet geschaffen wurde. Unweit dieser Stelle wurde Jeanne d’Arc am 8. September 1429 verwundet.
- Das geschichtsträchtige Hôtel Le Meurice wurde 1835 hier gebaut.

## Im Film
Die Rue de Rivoli ist als Drehort in Filmen häufig zu sehen. Der Gangsterfilm Du rififi chez les hommes (deutsch: Rififi; Frankreich-Premiere: 13. April 1955) zeigt für 32 Minuten den Einbruch in einen dortigen Juwelierladen, als wortlos vier Einbrecher das Diebesgut abräumen. Der Film Julia (US-Premiere: 20. Oktober 1977) zeigt das Hôtel le Meurice und die Straße, Diva (Frankreich: 11. März 1981) zeigt die Arkadengänge, Midnight in Paris (11. Mai 2011) viele an der Straße liegende Gebäude.

## Lage
Sie erstreckt sich auf einer Länge von 3,07 Kilometern mit einer Breite von 20,78 Metern in Ost-West-Richtung zwischen der Rue de Sévigné und dem Place de la Concorde; die östliche Verlängerung der Achse, die Rue Saint-Antoine, führt zur Place de la Bastille. Die westliche Fortführung ist die Avenue Gabriel, eine Parallelstraße zur Avenue des Champs-Élysées. Parallel unter der Rue de Rivoli verläuft die Métrolinie 1 mit den Haltestellen (von Ost nach West) Saint-Paul, Hôtel de Ville, Châtelet, Louvre-Rivoli, Palais Royal – Musée du Louvre, Tuileries und Concorde.